# Xhoi
Xhoana Bejko, mer känd under artistnamnet Xhoi, född Xhoana Plaku den 23 november 1983, är en albansk sångerska. Hon var Albaniens första representant i musiktävlingen Türkvizyon Song Contest där hon 2014 deltog med den turkiska versionen av låten "Zjarr dhe ajër", "Have ve ates". Hon slutade på 19:e plats i semifinalen.
2007 var hon med i en duettversion av Emi Bogdos bidrag till Festivali i Këngës 47, "Kur buzët hënën e kafshojn". Bogdo slutade sedermera på 17:e plats av 20 i finalen. Xhoi är även känd för att ha gjort en cover på Eranda Libohovas framgångsrika låt "Harrakate" (Harrakatja).
2013 deltog hon i Kënga Magjike 2013 med låten "Ndjëj". Hon tog sig till finalen i tävlingen och fick där 385 poäng vilket räckte till plats 17 av 44 deltagare. Hon tilldelades även priset "Magjia i parë".
2015 deltar hon tillsammans med Visar Rexhepi i Türkvizyon Song Contest 2015. De deltar med den turkiskspråkiga låten "Adı hasret" (gemensam längtan).
Xhoi har två barn.